# Samu Kerevi

a Compétitions nationales et continentales officielles uniquement.

b Matchs officiels uniquement.
Dernière mise à jour le 9 juillet 2022.
Samu Kerevi, né le 27 septembre 1993 à Viseisei (Fidji), est un joueur international australien d'origine fidjienne de rugby à XV jouant au poste de centre. Il évolue avec le club japonais des Suntory Sungoliath en Top League depuis 2019.

## Biographie
Samu Kerevi est né aux Fidji dans le village de Viseisei, situé dans la province de Ba. En 2000, alors qu'il était âgé de 8 ans, il est obligé de quitter son pays natal avec ses grands-parents à cause du coup d'État de George Speight. Après avoir vecu quelque temps aux Îles Salomon, il rejoint l'Australie et la ville de Brisbane, où il est éduqué et fait ses premiers pas dans le rugby,. Il obtient la nationalité australienne en août 2016.

## Carrière

### En club
Samu Kerevi commence à jouer avec le club du GPS Rugby en Queensland Premier Rugby en 2012 où il est plusieurs fois nommé "homme du match".
En 2014, il est sélectionné dans le groupe élargi de la franchise des Queensland Reds en Super Rugby. Il fait ses débuts professionnels le 30 mai 2014 lors d'un match contre les Highlanders.
La même année, il fait également ses débuts avec l'équipe de Brisbane City dans le nouveau championnat des provinces australiennes : le NRC.
En 2015, il s'impose comme un titulaire au poste de deuxième centre aux côtés du Wallaby Anthony Fainga'a et relègue sur le banc Ben Tapuai. Il marque six essais lors de cette saison, en quatorze matchs disputés. En 2016, il effectue encore une très bonne saison, ce qui, malgré la mauvaise forme de son équipe, lui ouvre les portes de la sélection nationale à l'issue de la saison de Super Rugby,.
En 2019, après six saisons avec les Reds, il décide de rejoindre le championnat japonais et le club des Suntory Sungoliath.

### En équipe nationale
Samu Kerevi a joué avec l'équipe des Fidji des moins de 20 ans en 2012, participant aux championnats du monde junior aux côtés de son frère aîné Joshua. L'année suivante, il est sélectionné avec l'équipe d'Australie des moins de 20 ans, mais ne peut pas participer au championnat du monde en raison d'un problème de visa.
En juin 2016, il est sélectionné pour la première fois par Michael Cheika pour évoluer avec les Wallabies dans le cadre de la série de test-matchs les opposants à l'équipe d'Angleterre. 
Il connait donc sa première cape internationale le 11 juin 2016 à l’occasion d’un match contre l'équipe d'Angleterre à Brisbane. Il est alors titularisé au poste de premier centre, ce qui est inhabituel pour lui. Il est associé à Tevita Kuridrani, lui aussi d'origine fidjienne, dans une paire de centre perforante mais mal équilibrée,.
Par la suite, il est replacé au poste plus familier de deuxième centre lors du Rugby Championship 2016, étant associé avec l'habituel demi d'ouverture Bernard Foley. Il est alors plus efficace, marquant trois essais dans la compétition dont un doublé contre l'Argentine.
À partir de 2017, il parvient finalement à s'installer au poste de premier centre en sélection, grâce notamment à des progrès en défense,.
En août 2019, il est sélectionné dans le groupe australien pour disputer la Coupe du monde au Japon. Il dispute quatre matchs lors de la compétition, contre les Fidji, le pays de Galles, la Géorgie et l'Angleterre.
Après la Coupe du monde, sa carrière internationale est mise en suspens à cause de son exil au Japon, le rendant inéligible avec les Wallabies.
En 2021, il fait le choix de représenter l'équipe d'Australie de rugby à sept, et dispute avec cette sélection les Jeux olympiques de Tokyo,.

## Palmarès

### En club et province
- Champion du NRC en 2014 et 2015.

### En équipe nationale
Néant

## Statistiques
Au 1er août 2021, Samu Kerevi compte 33 capes en équipe d'Australie, dont 27 en tant que titulaire, depuis le 11 juin 2016 contre l'équipe d'Angleterre à Brisbane. Il inscrit six essais (30 points). 
Il participe à trois éditions du Rugby Championship, en 2016, 2017 et 2019. Il dispute treize rencontres dans cette compétition.